# Juliusz Morycz
Juliusz Morycz (ur. 1844, zm. 1919) – powstaniec styczniowy, polski zarządca ziemski i leśniczy.

## Życiorys
Był synem Aleksandra. Do gimnazjów uczęszczał m.in. w Częstochowie i Piotrkowie Trybunalskim. W III klasie gimnazjum piotrkowskiego uczestniczył w tajnych ćwiczeniach wojskowych pod kierownictwem Jana Kurzyny. Wybuch powstania styczniowego zastał go w 1863 w Puławach. Brał udział w walkach w Radomskiem i Górach Świętokrzyskich. Swoją drogę wojenną opisał w pamiętniku, który stanowi cenne źródło historiograficzne. Po powstaniu przebywał m.in. w Krakowie i Grazu. W drugiej połowie 1864 powrócił do Królestwa Polskiego, zataiwszy swój udział w powstaniu. Początkowo przebywał w Warszawie, a następnie dzierżawił folwarki, jak również pracował jako leśniczy i zarządca majątków ziemskich. Pod koniec życia spisał swój pamiętnik powstańczy, który z uwagi na czas dzielący jego napisanie od samych wydarzeń, zawiera pewne nieścisłości historyczne. Opublikowano go w Gońcu Częstochowskim (nr 16 z 21 stycznia 1917).

## Rodzina
Od 16 września 1903 żonaty z Wandą Michaliną z Krasuskich (ur. 1863, zm. 4 lutego 1930). Pochowany prawdopodobnie na cmentarzu w Przystajni, ale nagrobek nie zachował się.